# Gnophos meyeraria
Gnophos meyeraria är en fjärilsart som beskrevs av La Harpe 1852. Gnophos meyeraria ingår i släktet Gnophos och familjen mätare. Inga underarter finns listade i Catalogue of Life.